# Mariä Himmelfahrt (Klingen, Aichach)

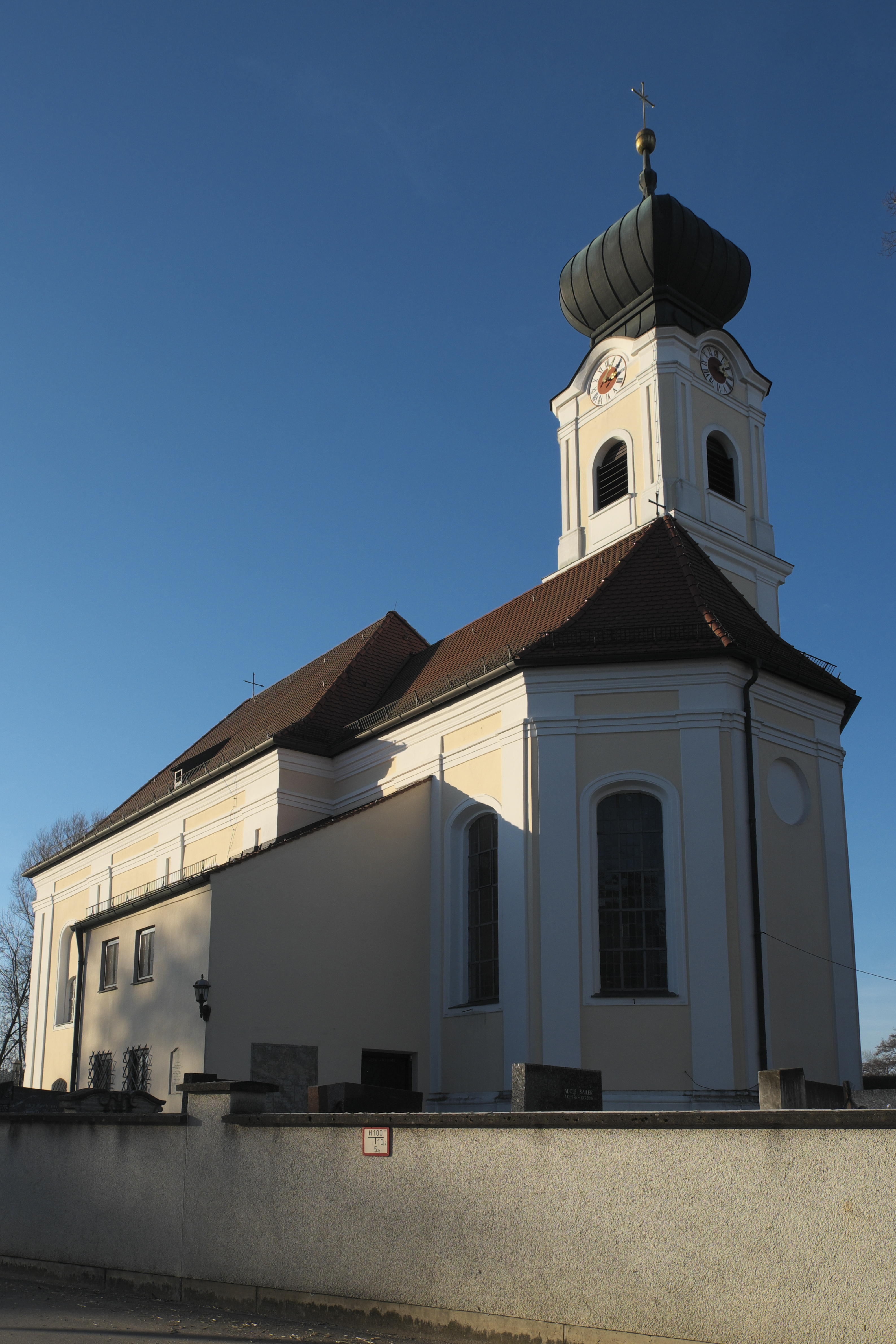
Pfarrkirche Mariä Himmelfahrt

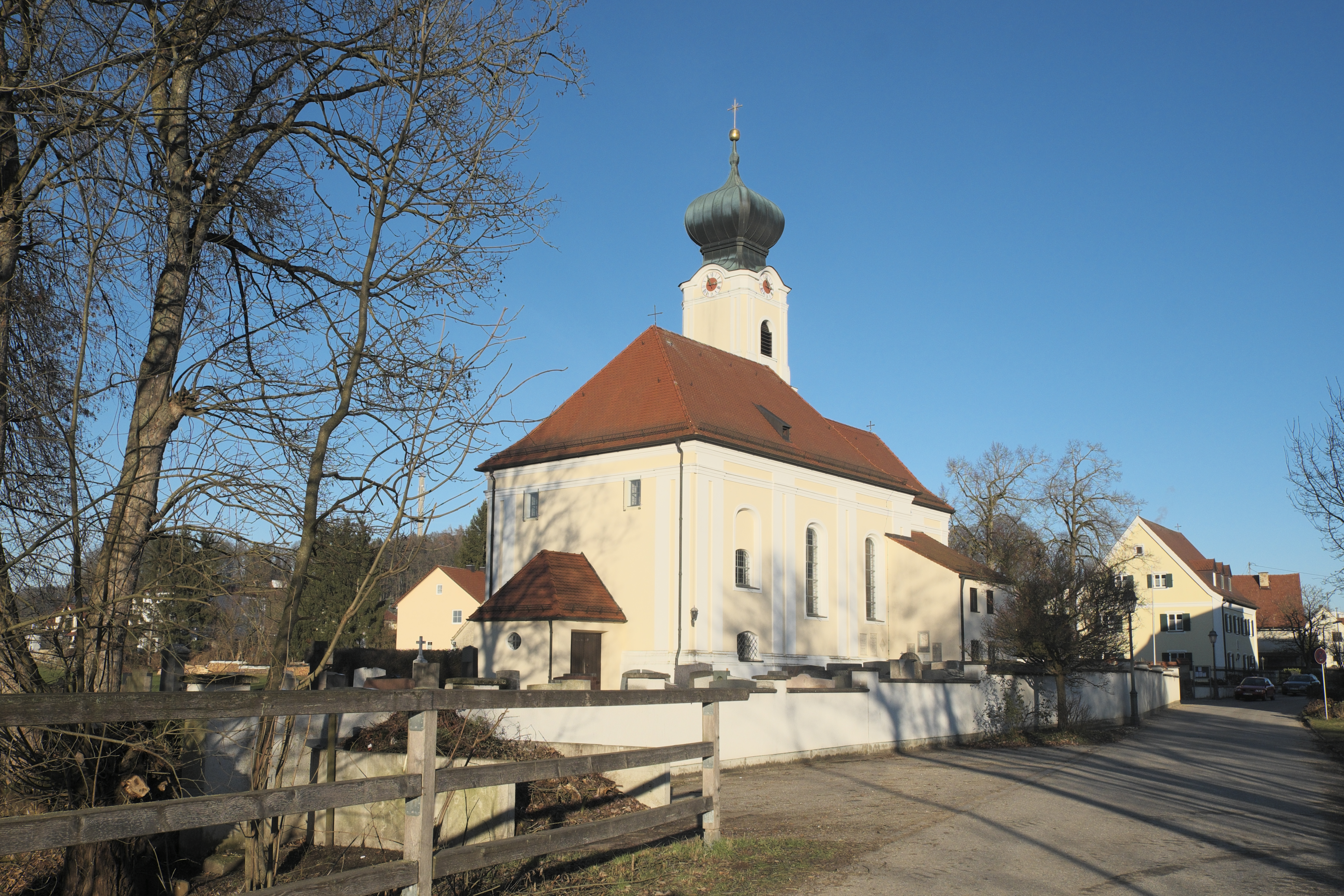
Ansicht von Südwesten

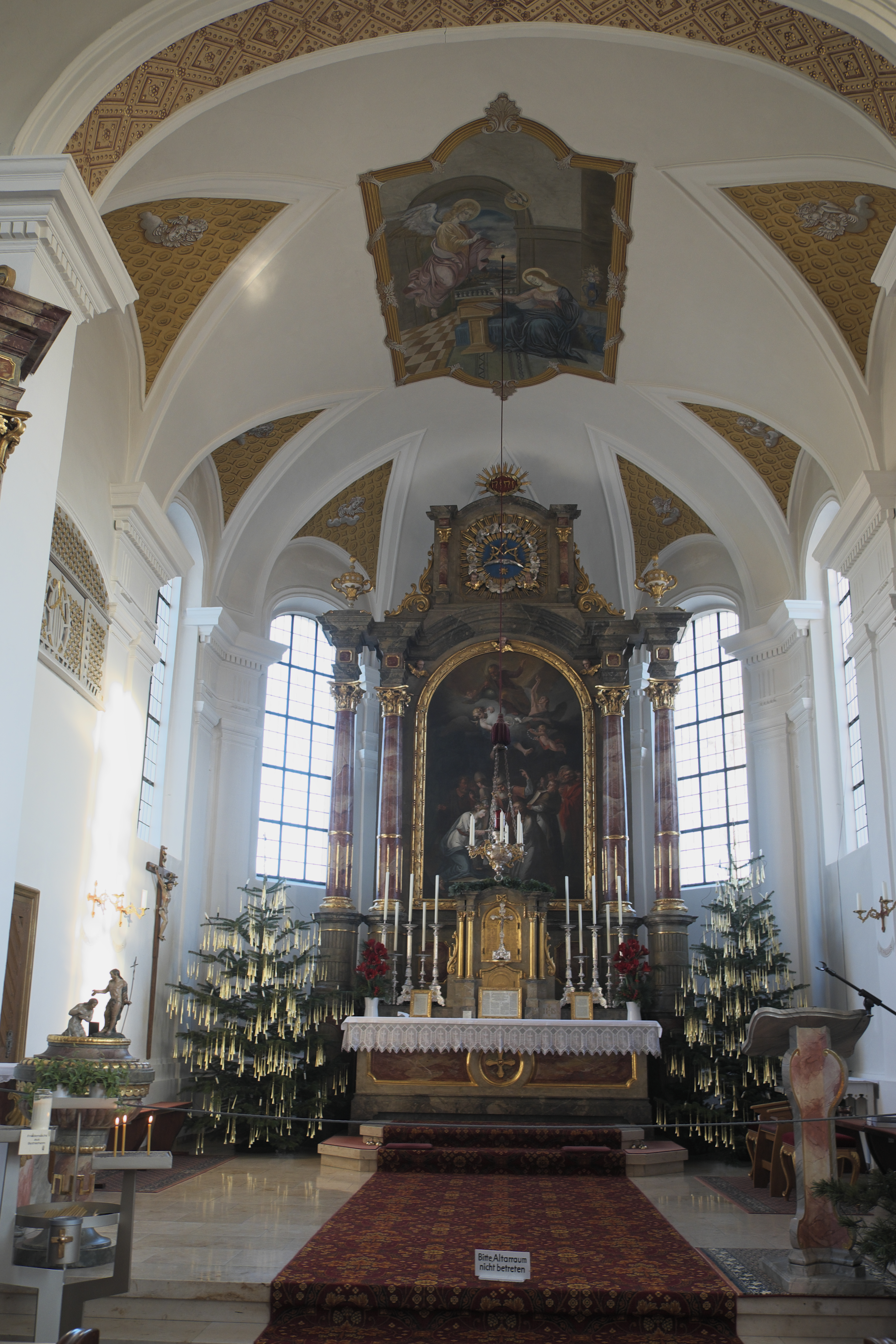
Chor

Die katholische Pfarrkirche Mariä Himmelfahrt in Klingen, einem Stadtteil von Aichach im bayerischen Regierungsbezirk Schwaben, wurde um 1790 an der Stelle von Vorgängerbauten aus romanischer und gotischer Zeit errichtet. Die klassizistische Ausstattung aus der Bauzeit ist weitgehend erhalten geblieben. Die Kirche gehört zu den geschützten Baudenkmälern in Bayern.

## Geschichte
Im Jahr 1255 gingen Klingen und seine Kirche in den Besitz des Deutschen Ordens über. Um 1790 ließ der damalige Ordenskomtur Karl Joseph Ludwig von Eptingen (1713–1794) die alte Kirche abreißen und unter der Leitung des Friedberger Stadtbaumeisters Joseph Singer eine neue Kirche errichten.

## Architektur

### Außenbau
Im nördlichen Chorwinkel steht der quadratische, fünfgeschossige Glockenturm, der von einer Zwiebelhaube bekrönt wird. Der Turm wird durch Lisenen und Blendfelder gegliedert, in die in den drei unteren Geschossen schmale, schießschartenartige Öffnungen und im vierten Geschoss querovale Öffnungen  eingeschnitten sind. Das Glockengeschoss, das sich über einem ausgeprägten, profilierten Gesims erhebt, ist auf drei Seiten von großen, rundbogigen Klangarkaden durchbrochen. Unter der Zwiebelhaube sind in halbrunden Giebeln die Zifferblätter der Turmuhr eingefügt. Wie der Turm werden auch das Langhaus  und der Chor von Lisenen gegliedert.

### Innenraum
Der Innenraum, ein von gekuppelten Pilastern gegliederter Saalbau, wird von einer flachen Stichkappentonne überwölbt. Ein flacher Chorbogen führt zum stark eingezogenen, fünfseitig geschlossenen Chor. Den westlichen Abschluss des Langhauses bildet eine auf Holzsäulen aufliegende Doppelempore.

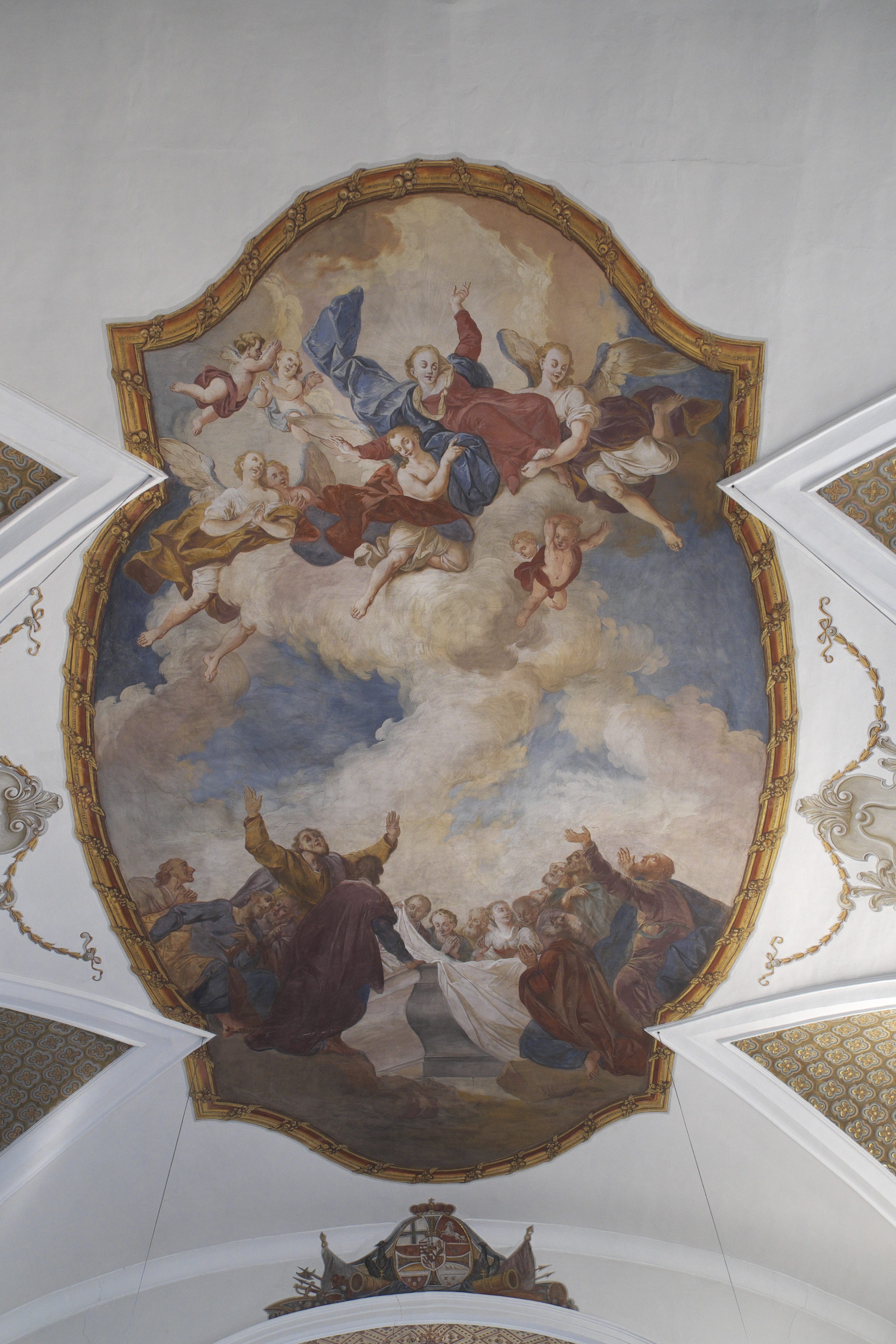
Fresko im Langhaus

## Deckenmalerei und Fresken

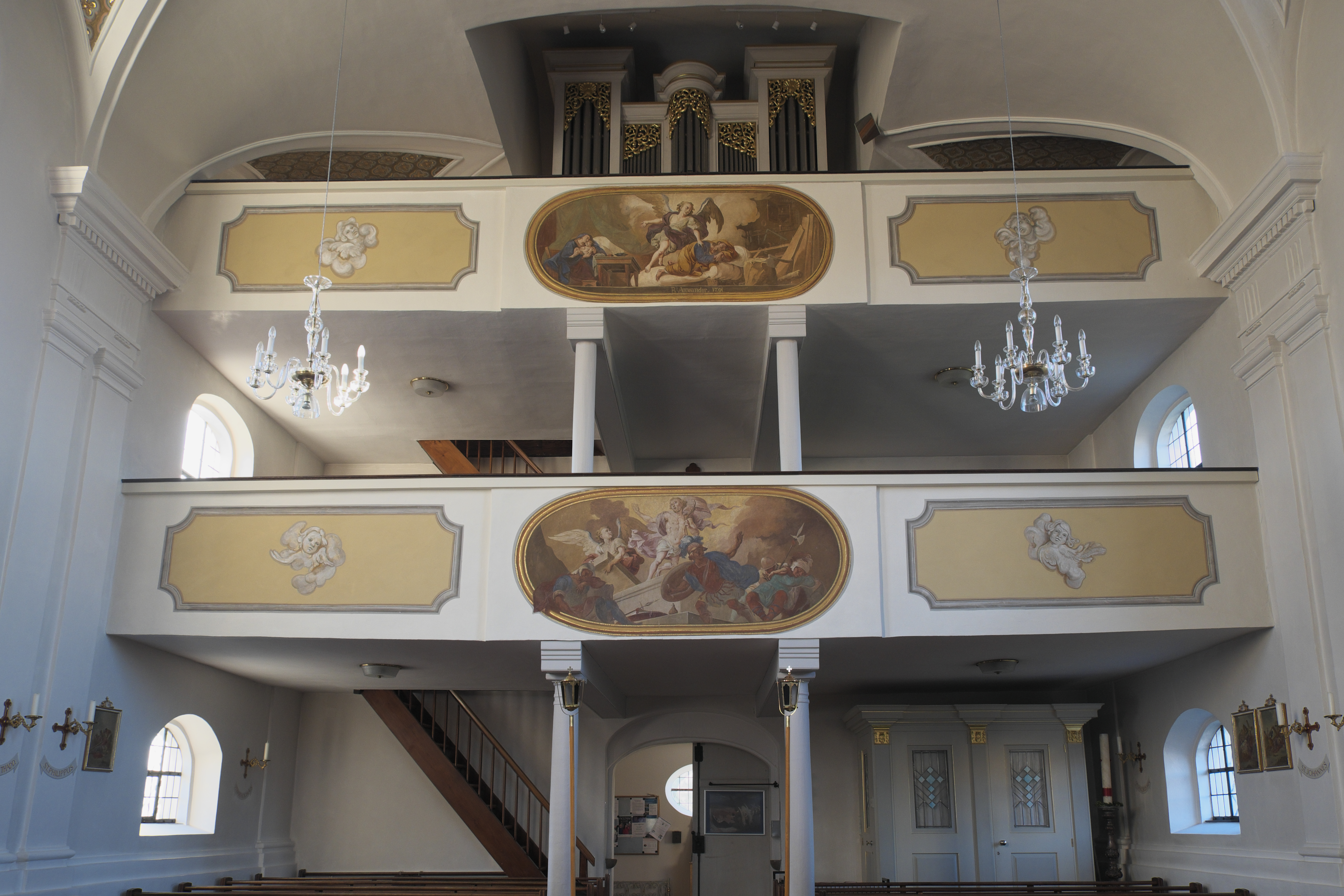
Empore

Das Deckengemälde im Chor mit der Darstellung der Verkündigung stammt vermutlich aus den 1870er Jahren und wurde an der Stelle eines älteren Gemäldes angebracht. 
Die Fresken, das Deckenfresko im Langhaus und die beiden Fresken der Emporenbrüstung, wurden von dem aus Landsberg am Lech stammenden Maler Johann Baptist Anwander ausgeführt. Das Langhausfresko ist dem Patrozinium der Kirche, der Himmelfahrt Mariens, gewidmet.
Auf dem oberen Fresko der Empore, dem Traum des heiligen Josef, sieht man einen Engel, der Josef weckt, damit er mit Maria und dem Jesuskind vor der Verfolgung des Herodes nach Ägypten flieht. Die Szene ist in der Mitte unten mit der Signatur „B. Anwander 1791“ versehen. Auf dem unteren Bild ist die Auferstehung Christi dargestellt.
Über dem Chorbogen erinnert das gemalte Wappen von Maximilian Franz von Österreich, des Sohnes der Kaiserin Maria Theresia und Hochmeisters des Deutschen Ordens, an die damaligen Patronatsherren. Ansonsten sind die Wände weiß und der Dekor beschränkt sich auf gemalte Stuckimitationen. Die über den Fenstern einschneidenden Stichkappen sind mit Brokatmalerei überzogen. 

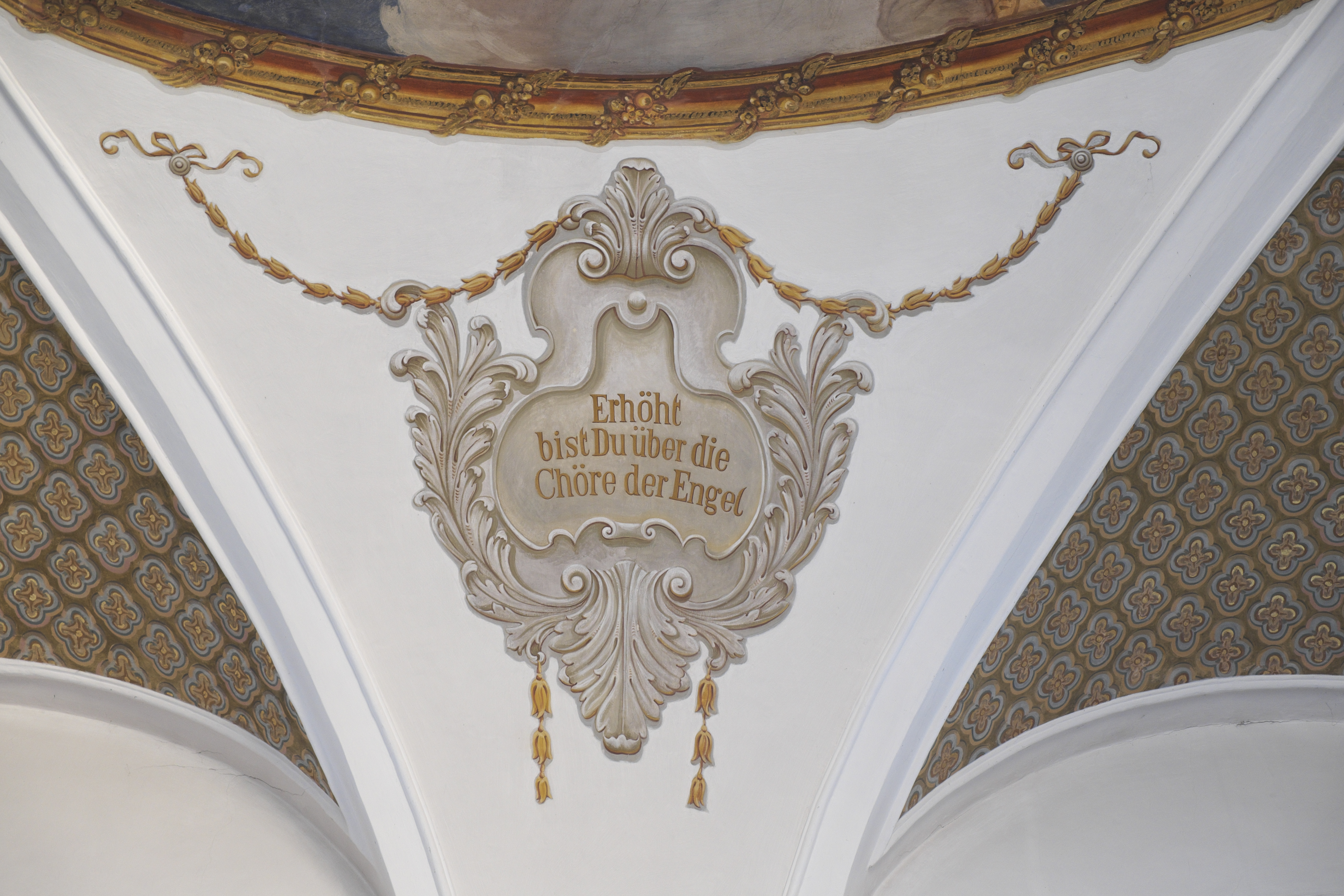
Stuckimitation und Brokatmalerei
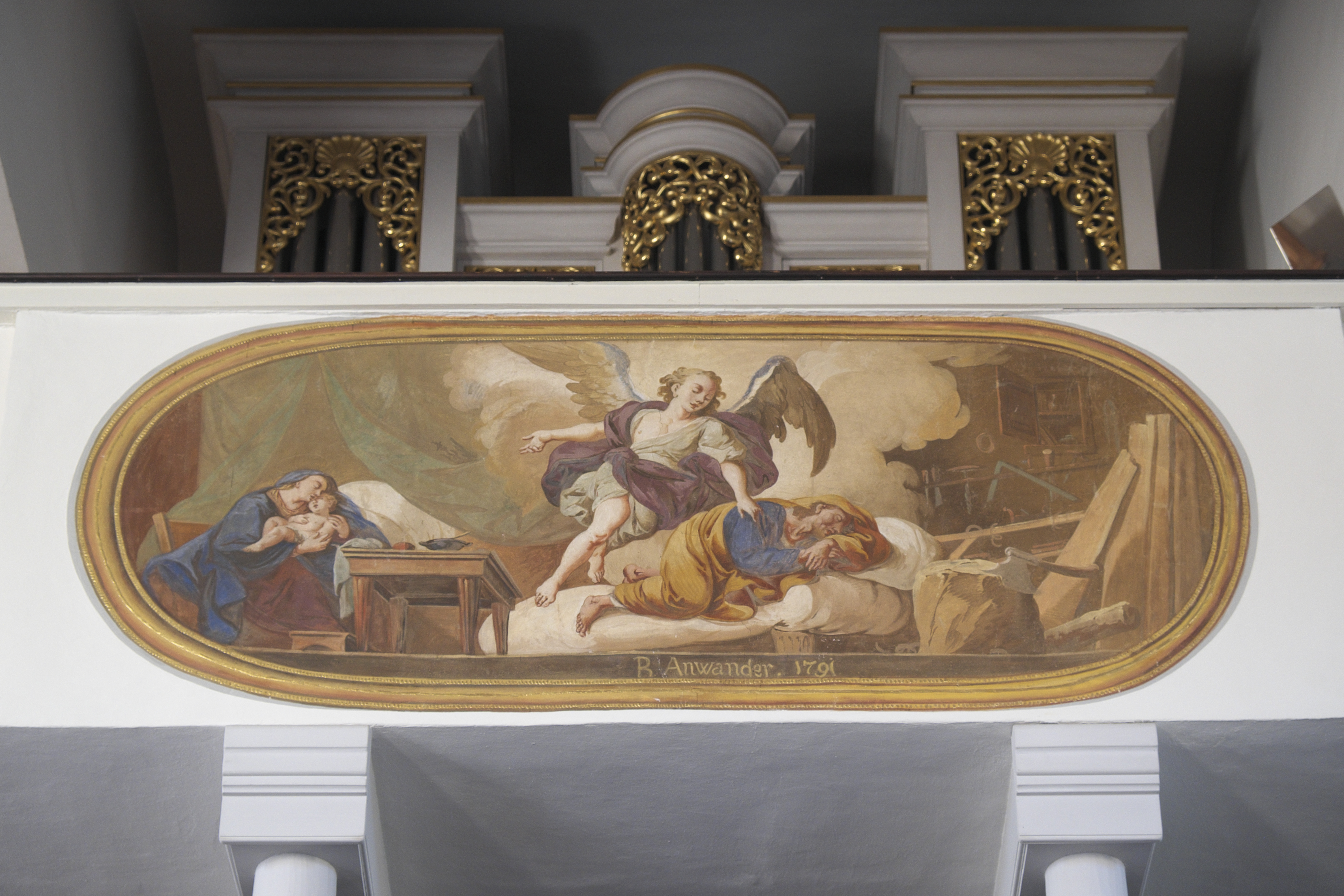
Traum Josefs
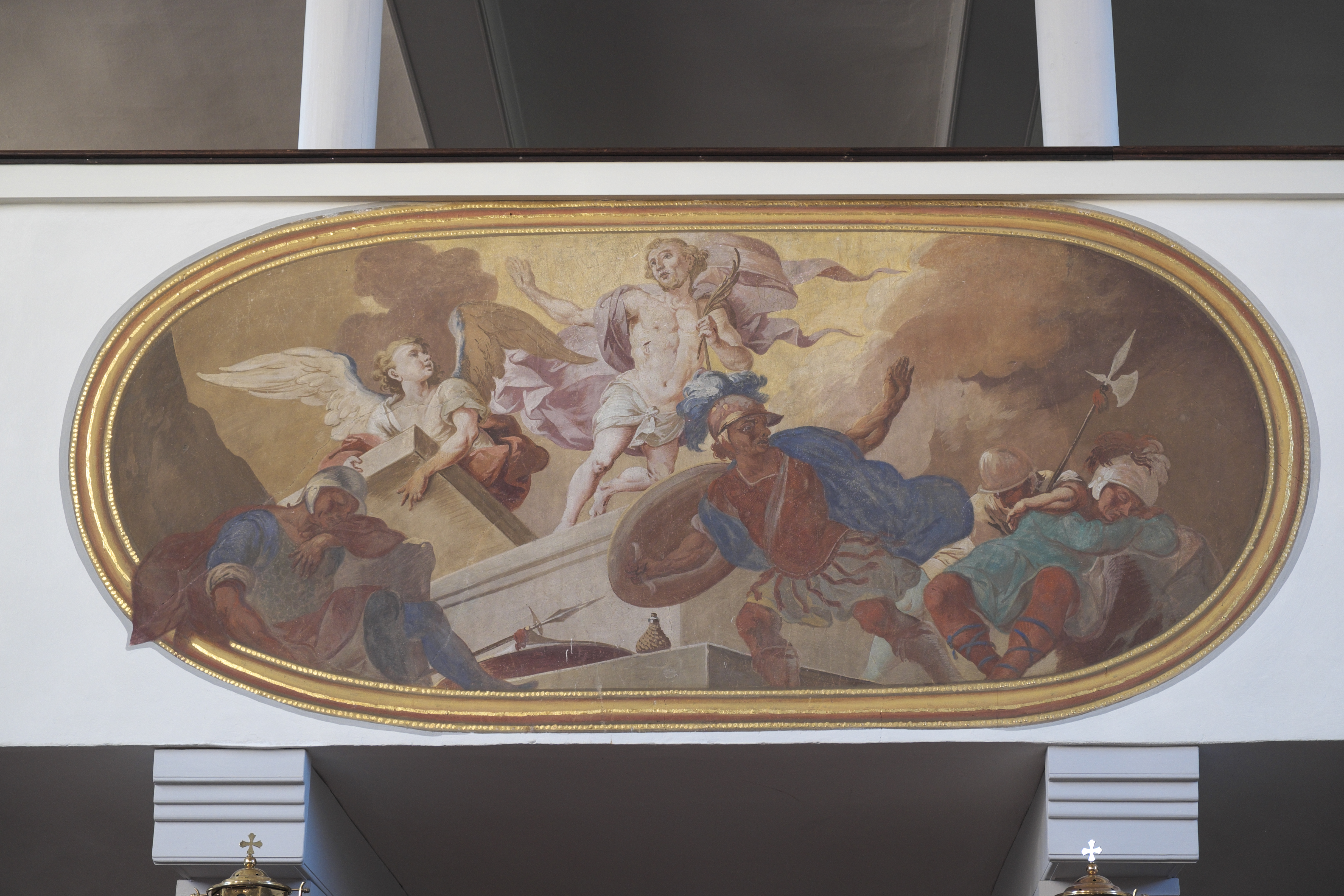
Auferstehung Christi
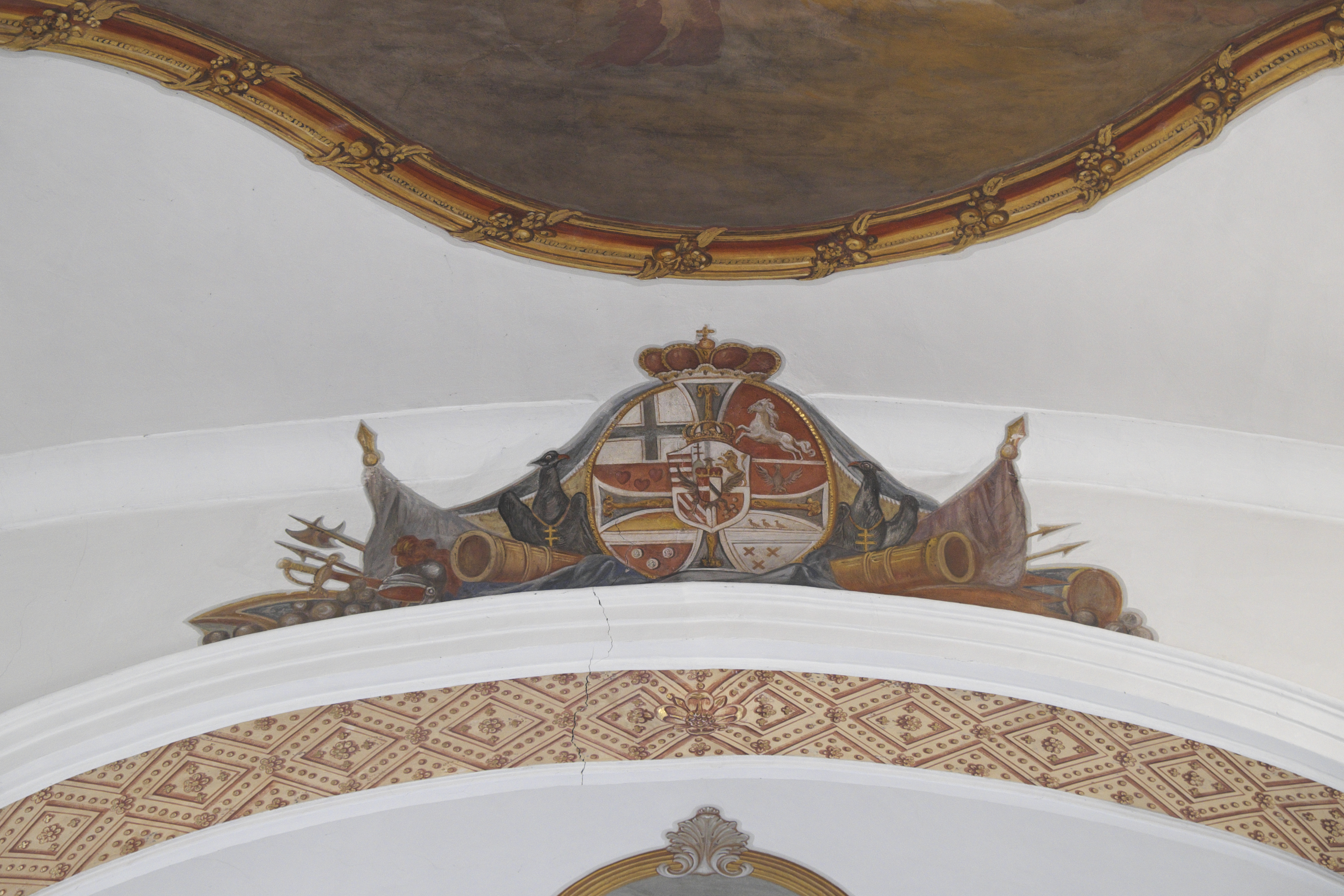
Wappen Maximilians

## Ausstattung
Von der klassizistischen Ausstattung der Kirche sind die Altäre und die Kanzel erhalten, die 1793 geschaffen wurden und Sebald Melchior Wiest aus Schrobenhausen zugeschrieben werden.
- Der viersäulige Hochaltar weist in seinem Auszug das Marienmonogramm auf. Das Altargemälde, auf dem die Verlobung Mariens dargestellt ist, wird Johann Baptist Anwander zugeschrieben.
- Die Altarbilder der beiden Seitenaltäre wurden um 1860 von dem Münchner Maler Michael Neher ausgeführt. Das Gemälde des linken Altars stellt Josef mit dem Jesuskind dar und erinnert an die im Jahr 1669 gegründete Josefsbruderschaft. Das rechte Altarbild zeigt den Erzengel Raphael, der den jungen Tobias beschützt.
- Die Kanzel wird von einem Schalldeckel bekrönt, der mit zwei weiß gefassten Putten und einer Vase besetzt ist. An seiner Unterseite ist die Taube des Heiligen Geistes angebracht. Zwei weiß gefasste Putten verzieren auch den Kanzelkorb. Die Kanzelrückwand ist mit einem Medaillon und dem Brustbild des Apostels Paulus verziert.

- An der Südseite, gegenüber der Kanzel, hängt eine Kreuzigungsgruppe. Das Kruzifix entstand in der ersten Hälfte des 18. Jahrhunderts, die Assistenzfiguren Maria und Johannes werden um 1500 datiert.
- Im Chor steht ein Taufbecken von 1827 mit der Figurengruppe der Taufe Jesu.

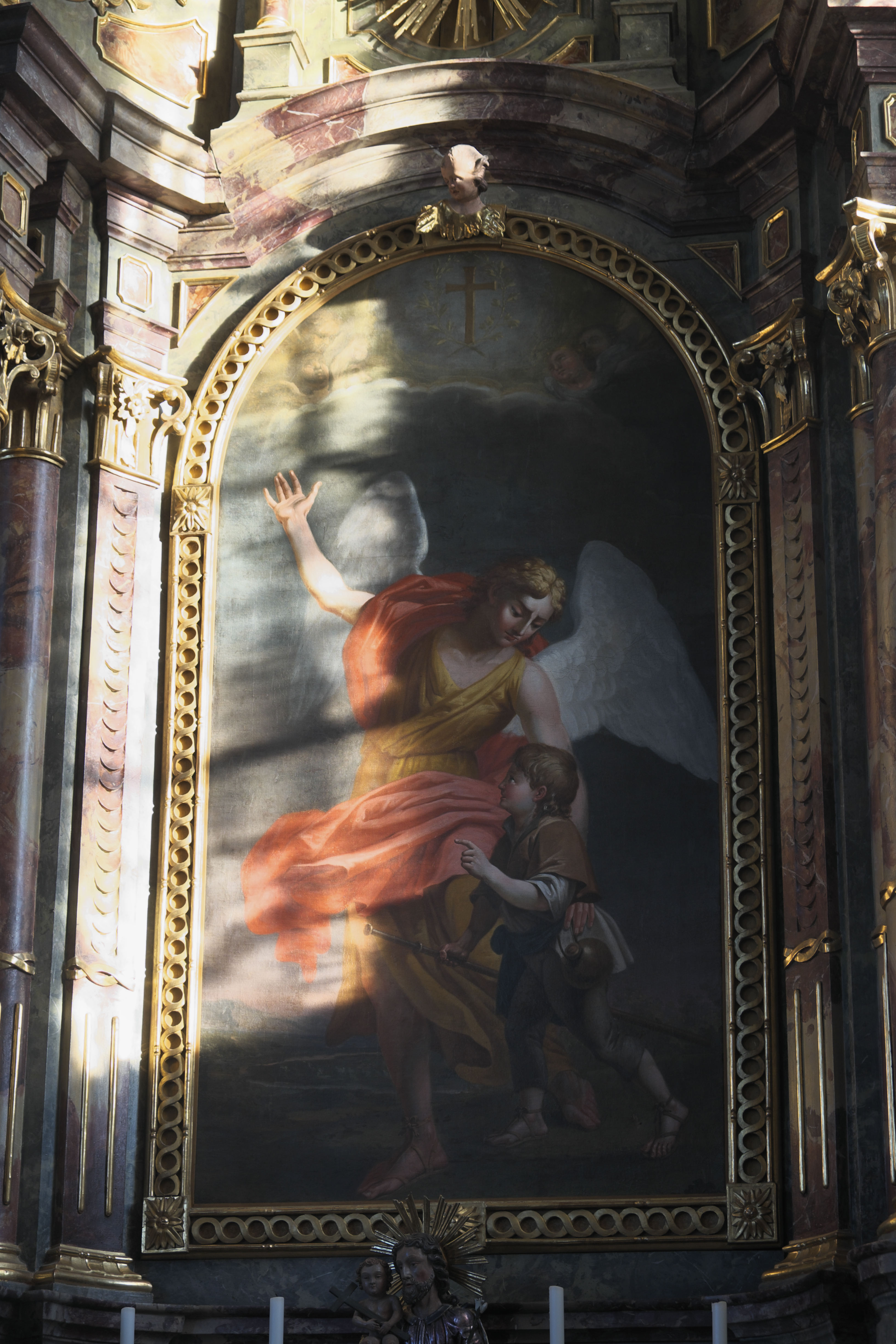
Rechter Seitenaltar
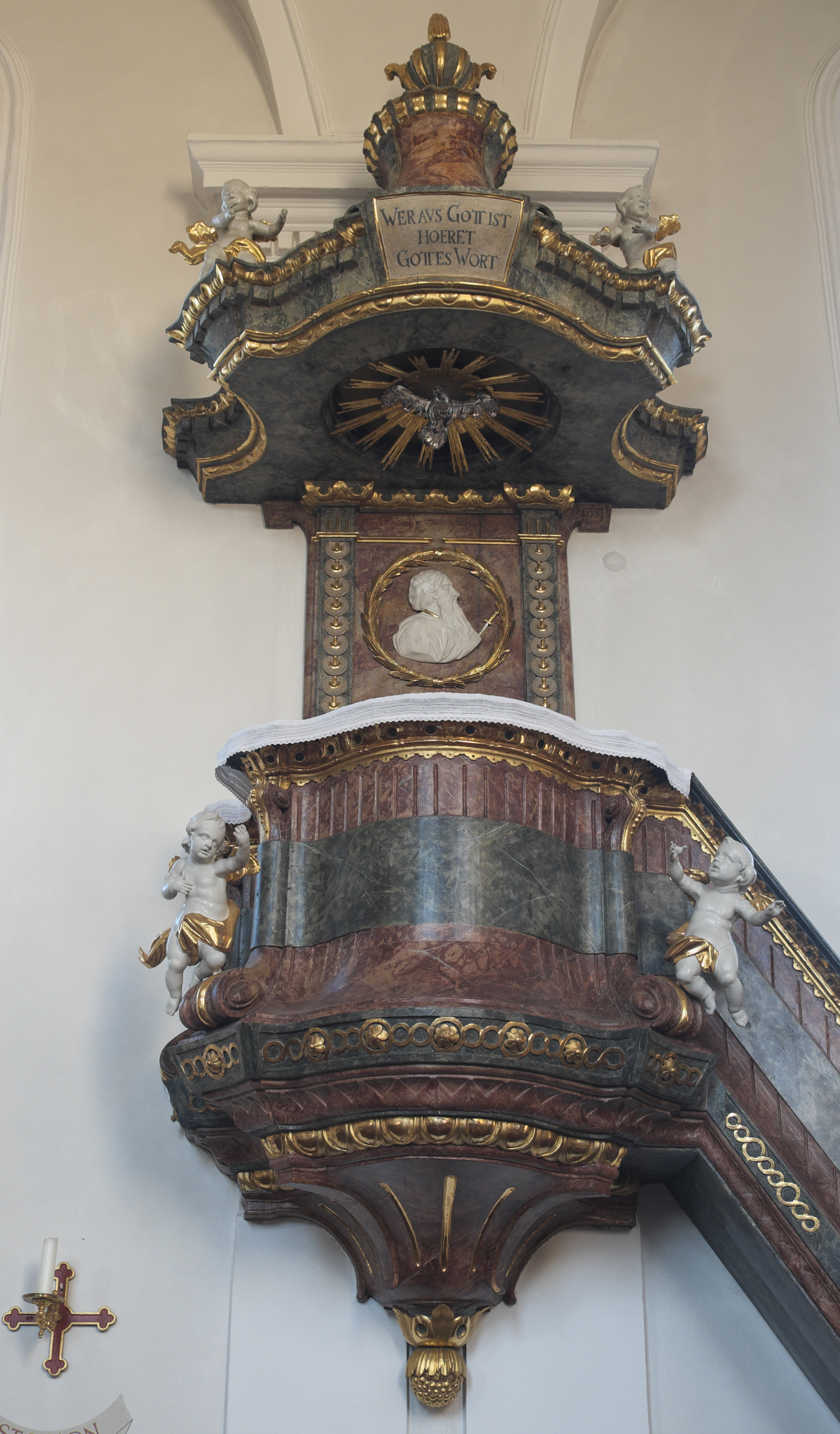
Kanzel
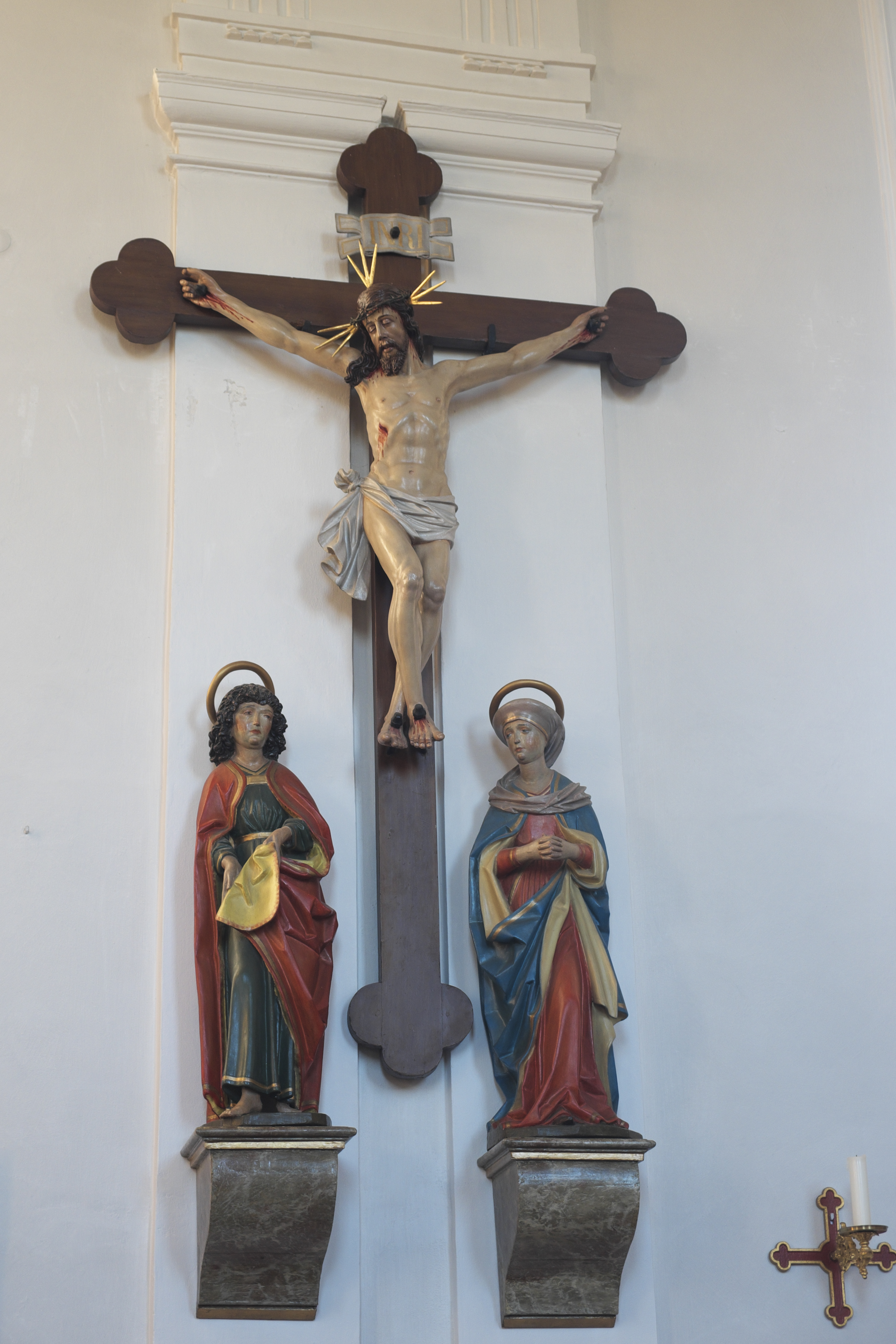
Kreuzigungsgruppe